# Mejeriprodukter
Mejeriprodukter eller mælkeprodukter er en samlebetegnelse for de produkter, der fås ved bearbejdning af mælk typisk på et mejeri.
Betegnelsen dækker f.eks. over:
- Mælk med forskelligt fedtindhold
- Syrnet mælk
- Fløde
- Smør
- Ost
- Skyr

Danmark har traditionelt været kendt for sin høje kvalitet inden for mælkeprodukter, og indtil langt op i det 20. århundrede var mælkeprodukter sammen med andre landbrugsvarer landets største eksportartikel.
I de senere år har man oplevet først en samling af mejeriselskaberne i det, der endte med at blive til Arla, der er den suverænt største producent af mælkeprodukter, men som reaktion på selskabets monopollignende status er der dukket en række små mejerier op, der præsenterer alternativer – dog sjældent på selve produkterne.